# Стримівщина
Стримі́вщина — село в Україні, у Чоповицькій селищній громаді Коростенського району Житомирської області. Населення становить 78 осіб.
Взяте на облік 1946 року як хутір Чоповицької селищної ради.